# Oude Statenzijl
Oude Statenzijl is een voormalig gehucht in de gemeente Oldambt, provincie Groningen (Nederland), in een uithoek van de Kroonpolder. 
Tot 1874 lag hier de afwateringssluis (in Groningen aangeduid als  zijl) van dit deel van het Oldambt en Westerwolde. Na de aanleg van de Reiderwolderpolder werd die functie overgenomen door een nieuwe sluis bij Nieuwe Statenzijl. Bij de sluis bevond zich een zijlhuis annex herberg van de zijlwaarder.
Na de aanleg van Nieuweschans in 1628 werd vlak bij de vesting een sluis gebouwd waarmee men zo nodig het omliggende land onder water kon  zetten. Deze sluis te Oudezijl verloor al spoedig zijn betekenis door stormvloeden en nieuwe landaanwinning. 
Een nieuwe sluis, tot 1874 aangeduid als Statenzijl, werd in 1707 aangelegd in opdracht van de Staten van het gewest Stad en Lande. De sluis speelde een belangrijke rol in de verdediging van de oostgrens van de Republiek. Hij speelde een belangrijke rol bij het scheepvaartverkeer. In geval van oorlog konden de sluisdeuren geopend worden, zodat de vijand zich in het geïnundeerde land niet vrij kon bewegen. Na de Franse inval van 1795 wilden vluchtende Engelse troepen alsnog de sluizen openen, maar de sluiswachter Geert Jacobs Zijlwaarder verhinderde dat, naar verluidt door de verantwoordelijke officieren dronken te voeren. Op de nabijgelegen dijk bevonden zich geschutsbatterijen. Naast de Oude Statenzijl lag de Wymeerer Siel (Wijmeersterzijl), die via het Wymeerer Sieltief het water van Bunderneuland en Wymeer afvoerde. Bij deze sluis bevond zich eveneens een zijlhuis.
Na de aanleg van de Nieuwe Statenzijl in 1874 ging de Oude Statenzijl fungeren als keersluis. Het Wymeerer Sieltief werd doorgetrokken naar Pogum. Met het rechttrekken van de Westerwoldse Aa rond 1980 kwam het Oude Statenzijl vervallen. De bebouwing werd gesloopt en het gehucht verdween van de kaart. 
Bij Oude Statenzijl ligt sinds eind jaren zeventig een in- en exportstation voor aardgas van de Gasunie.

## Externe link

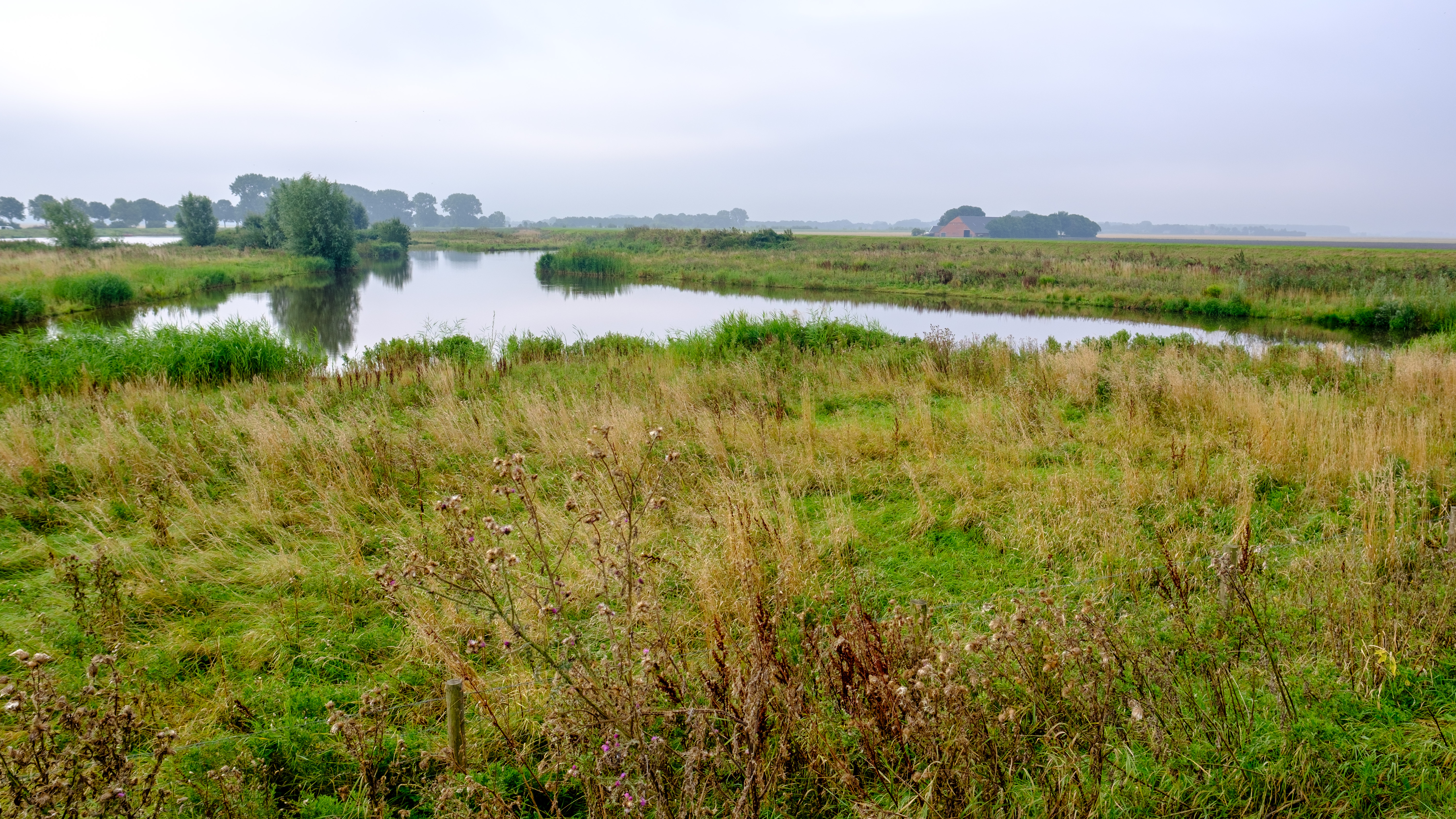
Rond 2015 aangelegde ecologische zone ter plaatse van de losplaats ten zuidwesten van de vroegere sluis